# Klaus Lefringhausen
Klaus Lefringhausen (* 6. März 1934 in Mettmann; † 17. April 2009 in Namibia) war der Nord-Süd-Beauftragte und Integrationsbeauftragte mehrerer Landesregierungen von Nordrhein-Westfalen.

## Leben
Lefringhausen studierte in Köln Wirtschafts- und Sozialwissenschaften. Im Bereich der evangelischen Kirche nahm er vielfältige Aufgaben wahr. So baute er 1969 in Bochum das Sozialwissenschaftliche Institut für die Evangelische Kirche auf. Ab 1971 war er Geschäftsführer des vom damaligen Bundespräsidenten Gustav Heinemann berufenen Deutschen Forums für Entwicklungspolitik. Danach war er Geschäftsführer der Gemeinsamen Konferenz der Kirchen für Entwicklungsfragen. Von 1995 bis 2000 war er Nord-Süd-Beauftragter des NRW-Ministerpräsidenten, von 2002 bis 2005 Integrationsbeauftragter der Landesregierung. Nach dem Ausscheiden aus diesem Amt übernahm er den Kuratoriumsvorsitz des Zentralinstituts Islam-Archiv-Deutschland in Soest.
Zusammen mit Jörgen Nieland hatte er die Arbeitsgemeinschaft Religion und Integration aufgebaut. Beide gaben 2008 einen Sammelband heraus zum Thema Schritte zur Kultur des Miteinanders. Ein Dialog über den Dialog. Im März 2008 wurde Lefringhausen zum Vorsitzenden des Kuratoriums für den Muhammad-Nafi-Tschelebi-Preis gewählt. Er starb zusammen mit Jörgen Nieland bei einem Autounfall in Namibia.

## Ehrungen
Lefringhausen wurde 2006 mit dem Verdienstorden des Landes Nordrhein-Westfalen ausgezeichnet.